# Monacia-d'Aullène
Monacia-d'Aullène je naselje in občina v francoskem departmaju Corse-du-Sud regije - otoka Korzika. Leta 2006 je naselje imelo 483 prebivalcev.

## Geografija
Kraj leži na jugozahodnem delu otoka Korzike 30 km jugovzhodno od Sartène.

## Uprava
Občina Monacia-d'Aullène skupaj s sosednjimi občinami Figari, Pianotolli-Caldarello in Sotta sestavlja kanton Figari s sedežem v istoimenskem kraju. Kanton je sestavni del okrožja Sartène.